# Campionati africani di atletica leggera 2018 - 5000 metri piani maschili
La specialità dei 5000 metri piani maschili ai campionati africani di atletica leggera di Asaba 2018 si è svolta il 5 agosto allo Stadio Stephen Keshi.

## Risultati
| Class   | Atleta                              | Nazione          | Tempo    | Note |
| ------- | ----------------------------------- | ---------------- | -------- | ---- |
| Oro     | Edward Zakayo                       | Kenya            | 13:48.58 |      |
| Argento | Getaneh Molla                       | Etiopia          | 13:49.06 |      |
| Bronzo  | Yemane Haileselassie                | Eritrea          | 13:49.58 |      |
| 4       | Selemon Barega                      | Etiopia          | 13:52.27 |      |
| 5       | Soufiyan Bouqantar                  | Marocco          | 13:53.99 |      |
| 6       | Younès Essalhi                      | Marocco          | 13:58.64 |      |
| 7       | Stephen Kissa                       | Uganda           | 13:59.90 |      |
| 8       | Haymanot Alewe                      | Etiopia          | 14:00.67 |      |
| 9       | Rodrigue Kwizera                    | Burundi          | 14:00.88 |      |
| 10      | Dominic Lobalu                      | Atleti rifugiati | 14:07.22 |      |
| 11      | Mehari Tesfai                       | Eritrea          | 14:11.23 |      |
| 12      | Ibrahim Hassan Bouh                 | Gibuti           | 14:15.25 |      |
| 13      | Kevin Kibet                         | Uganda           | 14:17.45 |      |
| 14      | Elroy Gelant                        | Sudafrica        | 14:20.37 |      |
| 15      | Yahya Adam Abdelmunaim              | Sudan            | 14:21.77 |      |
| 16      | David Kulang                        | Sudan del Sud    | 14:22.84 |      |
| 17      | Siboniso Soldaka                    | Sudafrica        | 14:47.25 |      |
| 18      | Ali Mahamat                         | Ciad             | 14:59.67 |      |
| 19      | Ukuk Otho'o Bul                     | Atleti rifugiati | 15:01.50 |      |
| 20      | Mahamadal Fadal Adamou Abdou        | Niger            | 15:15.37 |      |
| 21      | Valentin Betoudji                   | Ciad             | 15:18.41 |      |
| N.D.    | Cyrus Rutto                         | Kenya            | dq       |      |
| N.D.    | Raouf Boubaker                      | Tunisia          | dns      |      |
| N.D.    | Jach Majok Wol                      | Sudan del Sud    | dns      |      |
| N.D.    | Thierry Ndikumwenayo                | Burundi          | dns      |      |
| N.D.    | Toka Badboy                         | Lesotho          | dns      |      |
| N.D.    | Alex Franck Cliford Ngouari-Mouissi | Rep. del Congo   | dns      |      |
| N.D.    | Agustino Sulle                      | Tanzania         | dns      |      |
| N.D.    | Jonathan Ndivi                      | Kenya            | dns      |      |
| N.D.    | Gabriel Geay                        | Tanzania         | dns      |      |